# Jan Miřejovský
Jan Miřejovský (26. října 1911 Trnovany – 18. listopadu 1984 Praha) byl český evangelický farář.
Vystudoval Husovu československou evangelickou fakultu bohosloveckou, ordinován jako kazatel Českobratrské církve evangelické byl 5. listopadu 1933. Od té doby působil až do roku 1939 ve Hvozdnici, poté byl až do roku 1948 tajemníkem Synodní rady pro práci mezi mládeží. V letech 1948 až 1950 byl sekretářem Světové rady církví v Ženevě, roku 1950 opět pracoval jako tajemník Synodní rady, ještě téhož roku ale odešel do Třebechovic pod Orebem, kde sloužil do roku 1958. V letech 1958 až 1982 sloužil v pražském novoměstském sboru. Poté (1983) odešel do výslužby.

## Dílo
Je autorem apologetických prací:
- Problém kolem víry v Boha, 1967
- Víra bez důkazů, 1971, 1991, ISBN 80-7017-264-9